# Wrexham Football Club 1975-1976
Questa voce raccoglie le informazioni riguardanti il Wrexham Football Club nelle competizioni ufficiali della stagione 1975-1976.

## Stagione
La squadra partecipa al campionato di terza serie concluso al 6º posto.
La squadra partecipa anche alla Coppa delle Coppe uscendo ai quarti di finale per mano dei belgi dell'Anderlecht.

## Rosa
| N. |                        | Ruolo | Calciatore           |
| -- | ---------------------- | ----- | -------------------- |
|    | Galles (bandiera)      | P     | Brian Lloyd          |
|    | Inghilterra (bandiera) | D     | Billy Ashcroft       |
|    | Galles (bandiera)      | D     | Gareth Davies        |
|    | Inghilterra (bandiera) | D     | Alan Dwyer           |
|    | Galles (bandiera)      | D     | Michael Graham Evans |
|    | Inghilterra (bandiera) | D     | David Fogg           |
|    | Inghilterra (bandiera) | D     | Alan Hill            |
|    | Inghilterra (bandiera) | D     | Stuart Lee           |

| N. |                        | Ruolo | Calciatore       |
| -- | ---------------------- | ----- | ---------------- |
|    | Inghilterra (bandiera) | D     | Eddie May        |
|    | Galles (bandiera)      | C     | Arfon Griffiths  |
|    | Inghilterra (bandiera) | C     | Melvyn Sutton    |
|    | Galles (bandiera)      | C     | Mickey Thomas    |
|    | Galles (bandiera)      | A     | John Lyons       |
|    | Inghilterra (bandiera) | A     | Graham Whittle   |
|    | Giamaica (bandiera)    | A     | Everton Williams |